# 奈丹·图布辛巴亚尔
奈丹·图布辛巴亚尔（1984年6月1日—），蒙古布尔干省赛汗县人，蒙古国男子柔道运动员，蒙古国历史上首位奥运会金牌获得者。

## 生平
1984年，图布辛巴亚尔生于蒙古人民共和国布尔干省赛汗县的一个普通牧民家庭。后来毕业于蒙古“冠军”体育学院，2002年开始接受柔道项目的训练。2008年8月14日，图布辛巴亚尔在2008年北京奥运会男子柔道100公斤级决赛中夺得冠军，为蒙古国夺得了历史上首枚奥运会金牌。2008年8月18日，蒙古国总统那木巴尔·恩赫巴亚尔在国家宫授予奈丹·图布辛巴亚尔蒙古国“劳动英雄”和“功勋运动员”称号，并向其颁发了“苏赫巴托勋章”和“金索音宝”奖章。